# Space Hulk: Vengeance of the Blood Angels
Space Hulk: Vengeance of the Blood Angels (Космический Скиталец: Возмездие Кровавых ангелов) — вторая часть игры Space Hulk по вселенной Warhammer 40,000. Как и в первой части, смысл игры заключался в том, что отряд терминаторов должен зачистить Космического Скитальца (остов огромного заброшенного космического корабля) от засевших в нём генокрадов. Также есть миссии с разными заданиями: найти специальный предмет C.A.T., выжечь огнём комнаты или просто найти выход, отбиваясь от врагов.
В отличие от первого Space Hulk, игра стала полностью от первого лица, в трехмерной графике, а играть можно только за Кровавых Ангелов. Игрок может выбрать любого терминатора, и управлять им лично. Но в игре есть специальный тактический экран, в котором можно давать приказы одному и более терминаторам, при этом основной режим ставится на тактическую паузу. Особенностью является то, что время на управление («время заморозки») ограничено, по истечение которого игрок может продолжать, но игра снимается с «паузы» и терминатор остаётся беззащитным. Игрок может поставить и обычную паузу, при этом изображение исчезает. Терминатор, управляемый игроком, в любом случае должен остаться в живых.
В 2006 году THQ Wireless создала версию игры для мобильных телефонов с видом от первого лица и пошаговым режимом.

## Оружие
В игре есть почти все терминаторское оружие:
- Штурмовой болтер
- Тяжёлый огнемёт
- Штурмовая пушка (англ. Assault Cannon)
- Громовой молот (используется в паре с щитом)

Кроме того, у каждого терминатора в левой руке есть силовой кулак который может быть заменен на:
- Цепной кулак
- Силовой меч
- Силовой кулак со встроенным гранатометом
- Пара Грозовых когтей (заменяют всё оружие)
- Штурмовой щит (англ. Storm Shield)

## Режимы игры
В игре есть два режима игры: кампания и отдельные миссии. Среди миссий также есть обучение.
Игра различается по сложности. В версии для 3DO нет выбора сложности, а для PlayStation может настраиваться. Для PC есть ползунок регулирующий сложность, который влияет в основном на ближний бой.

## Оценки
| Русскоязычные издания | Русскоязычные издания |
| Издание               | Оценка                |
| --------------------- | --------------------- |
| «Страна игр»          | 4- из 5 (3DO)         |
| PRO Игры              | 46 %                  |